# Compagnie nantaise de navigation à vapeur
La Compagnie Nantaise de Navigation à Vapeur est une ancienne compagnie maritime française. Elle est fondée le 28 janvier 1882. Son premier président est Rémy Bernard.
En octobre 1917, elle est rachetée par la Compagnie générale transatlantique et par les Chargeurs de l'Ouest, Eugène Pergeline également président des Chargeurs de l'Ouest en devient le président.
En 1937, Eugène Pergeline meurt. En 1938, la Compagnie générale transatlantique cède ses parts dans la Compagnie nantaise de navigation à vapeur. Cette dernière est complètement absorbée par les Chargeurs de l'Ouest.
Cette nouvelle compagnie devient la Compagnie Nantaise des Chargeurs de l'Ouest.(CNCO)
| Nom                    | Chantiers de construction      | Type                      | Entrée CNNV     | Sortie CNNV     |
| Jean Baptiste Say      |                                | Goëlette à vapeur 400dwt  | 1876 08/02/1882 | 14/07/1893      |
| Mayenne                |                                | Goëlette à vapeur 350dwt  | 1875 07/02/1882 | 08/1882         |
| Gleniffer              |                                |                           | 06/1882         | 1883            |
| Sarthe                 | Pile Sunderland                | Goëlette à vapeur 800dwt  | 25/10/1882      | 08/06/1889      |
| Maine et Loire         | Pile Sunderland                | Goëlette à vapeur 800dwt  | 15/11/1882      | 09/02/1888      |
| Loire Inférieur        | Pearce Bros Dundee             | Goëlette à vapeur 900dwt  | 20/11/1882      | 08/03/1889      |
| Ville de Nantes        | Dubigeon                       | Goëlette à vapeur 1200dwt | 21/10/1883      | 15/06/1884      |
| Ville de Saint-Nazaire | Kish,Boolds & Cie Sunderland   | Goëlette à vapeur 1800dwt | 23/02/1884      | 14/06/1901      |
| Nantes-Bordeaux        | Loire                          | Goëlette à vapeur 1800dwt | 30/04/1884      | 03/04/1890      |
| Nantes-Le Havre        | Loire                          | Goëlette à vapeur 1800dwt | 11/1884         | 31/05/1899      |
| Caledonie              |                                | vapeur 4100dwt            | 1888 08/12/1890 | 08/10/1906      |
| Nantes                 | Normandie Grand Quevilly       | 3 mâts barque             | 01/03/1900      | 26/12/1916      |
| La Loire               | Normandie Grand Quevilly       | vapeur 5000dwt            | 02/11/1902      | 06/04/1918      |
| Erdre                  | Loire                          | vapeur 6400dwt            | 16/01/1908      | 09/10/1925      |
| Divatte                |                                | vapeur 3134dwt            | 1918 25/08/1919 | CNCO 31/10/1938 |
| Grandlieu              | Whampoa HK                     | vapeur 5060dwt            | 11/09/1919      | 26/07/1937      |
| Sèvre                  | Napier & Miller Glasgow        | vapeur 6000dwt            | 15/06/1920      | 26/07/1937      |
| Chezine                |                                | vapeur 5500dwt            | 24/06/1920      | 13/03/1925      |
| Martinière             |                                | vapeur 5500dwt            | 1921            | 26/07/1937      |
| Chemoulin              |                                | vapeur 960dwt             | 18/02/1922      | 21/10/1924      |
| Taillefer              |                                | vapeur 1350dwt            | 28/01/1922      | 24/12/1938      |
| Arzic                  |                                | vapeur 1350dwt            | 30/01/1922      | 31/12/1932      |
| Bourgneuf              |                                | vapeur 1050dwt            | 02/02/1922      | 17/10/1932      |
| Vindilis               |                                | vapeur 300dwt             | juin-22         | 20/12/1922      |
| Brière                 |                                | vapeur 3960dwt            | juil-24         | 16/11/1930      |
| Guermor                |                                | vapeur 450dwt             | 19/02/1925      | CNCO 31/10/1938 |
| Cens                   |                                | vapeur 3530dwt            | 18/06/1926      | CNCO 31/10/1938 |
| Isac                   |                                | vapeur 3530dwt            | 13/07/1926      | CNCO 31/10/1938 |
| Penchateau 1           |                                | vapeur 1638dwt            | 30/04/1927      | CNCO 31/10/1938 |
| Penmarch 1             |                                | vapeur 1640dwt            | 20/10/1927      | 21/07/1929      |
| Penhir 1               | Brown Greenock                 | vapeur 1800dwt            | 15/04/1930      | CNCO 31/10/1938 |
| Penerf 1               | Napier & Miller Old Kilpatrick | vapeur 3300dwt            | 28/08/1930      | 26/07/1937      |
| Penthievre             |                                | vapeur 3690dwt            | 12/08/1924      | 1938            |
| Brazmor                |                                | vapeur 420dwt             | 30/04/1931      | CNCO 31/10/1938 |
| Bangor                 | Bretagne                       | motorship 150dwt          | 1936            | CNCO 31/10/1938 |

## Sources
- Voiliers et Navires de Nantes
- Compagnies maritimes françaises
- Les Grands Voiliers Cap Horniers Nantais